# Федеральный бюджет России
Федеральный бюджет Российской Федерации (сокр. ФБ РФ) — форма образования и расходования денежных средств, предназначенных для финансового обеспечения задач и функций государства. Является частью бюджетной системы Российской Федерации, утверждаемой и исполняемой федеральными органами власти.
- С экономической точки зрения федеральный бюджет представляет собой совокупность денежных отношений по поводу перераспределения национального дохода и части национального богатства для аккумулирования, распределения и дальнейшего расходования на исполнение расходных полномочий в рамках компетенций Российской Федерации[1].
- С материальной точки зрения федеральный бюджет это сконцентрированный в границах государства централизованный денежный фонд, находящийся в распоряжении федеральных органов власти[1].
- С юридической точки зрения федеральный бюджет есть ни что иное, как правовой акт, утверждаемый в форме федерального закона и закрепляющий права и обязанности участников бюджетных отношений[1].

Вместе с консолидированными бюджетами субъектов Российской Федерации образует консолидированный бюджет Российской Федерации. Разрабатывается правительством и утверждается Федеральным собранием РФ в форме федерального закона. Выражает экономические отношения, опосредствующие процесс аккумулирования, распределения и использования денежного фонда России.
В ведении Российской Федерации федеральный бюджет находится в соответствии с Конституцией Российской Федерации (ст. 71, п. «з»), а Бюджетный кодекс Российской Федерации регламентирует порядок его формирования и исполнения. На долю федерального бюджета приходится значительная часть распределительного процесса, которая заключается в распределении денежных средств между отраслями народного хозяйства, производственной и непроизводственной сферами, регионами России. Территориально доходы федерального бюджета распределены неравномерно. Так, 28 % всех поступлений даёт Ханты-Мансийский автономный округ, 16 % — Москва, 10 % — Ямало-Ненецкий автономный округ, 5 % — Санкт-Петербург, таким образом, четыре субъекта Российской Федерации дают до 60 % всех поступлений налогов в федеральный бюджет.

## Бюджетный процесс

### Составление проекта
Проект федерального бюджета готовится федеральными исполнительными органами власти (Минфином, Минэкономразвитием и др.). Предварительно разрабатываются планы и прогнозы по территориям, отраслям; создается сводный финансовый баланс.

### Рассмотрение и утверждение
Правительство России вносит на рассмотрение Государственной Думы проект федерального бюджета, иные обязательные документы и материалы не позднее 15 сентября текущего года. Данный проект рассматривается Госдумой в трёх чтениях:
- В первом чтении принимаются основные параметры бюджета. По Бюджетному кодексу, в процессе первого чтения Госдума не имеет права увеличивать доходы и дефицит федерального бюджета, если на эти изменения отсутствует положительное заключение правительства. Госдума может отклонить проект бюджета; в этом случае формируется согласительная комиссия совместно с правительством.
- Во втором чтении Госдума утверждает бюджет по разделам.
- В третьем чтении Госдума утверждает бюджет по подразделам.

После принятия федерального бюджета Госдумой он одобряется Советом Федерации и отправляется на подпись Президенту РФ. В случае отклонения Президентом Российской Федерации Федерального закона о федеральном бюджете на очередной финансовый год и плановый период указанный закон передается для преодоления возникших разногласий в согласительную комиссию. При этом в состав согласительной комиссии включается представитель Президента Российской Федерации. После этого ФЗ о бюджете должен в обязательном порядке быть опубликован в СМИ и обнародован.

### Исполнение
Федеральный бюджет исполняется по расходам, доходам и источникам финансирования дефицита начиная с 1 января. Непосредственно исполняют бюджет Минфин России, распорядители и администраторы бюджетных средств. Кассовое обслуживание исполнения производится Федеральными казначейством.
Работа по исполнению бюджета завершается 31 декабря.

### Составление и утверждение отчета
По итогу исполнения бюджета принимается федеральный закон, заключающий в себе фактические показатели по доходам, расходам и источникам финансирования дефицита.

## Структура федерального бюджета
| Фактические доходы федерального бюджета                                                                      | Фактические доходы федерального бюджета | Фактические доходы федерального бюджета | Фактические доходы федерального бюджета | Фактические доходы федерального бюджета |
| год |                                         |                                         | трлн руб.                               |                                         |
| --- | --------------------------------------- | --------------------------------------- | --------------------------------------- | --------------------------------------- |
| 2007 |                                         |                                         | 7,781                                   |                                         |
| 2008 |                                         |                                         | 9,276                                   |                                         |
| 2009 |                                         |                                         | 7,338                                   |                                         |
| 2010 |                                         |                                         | 8,305                                   |                                         |
| 2011 |                                         |                                         | 11,368                                  |                                         |
| 2012 |                                         |                                         | 12,856                                  |                                         |
| 2013 |                                         |                                         | 13,020                                  |                                         |
| 2014 |                                         |                                         | 14,497                                  |                                         |
| 2015 |                                         |                                         | 13,659                                  |                                         |
| 2016 |                                         |                                         | 13,460                                  |                                         |
| 2017 |                                         |                                         | 15,089                                  |                                         |
| 2018 |                                         |                                         | 19,454                                  |                                         |
| 2019 |                                         |                                         | 20,188                                  |                                         |
| 2020 |                                         |                                         | 18,719                                  |                                         |
| 2021 |                                         |                                         | 25,286                                  |                                         |
| 2022 |                                         |                                         | 27,824                                  |                                         |
| 2023 |                                         |                                         | 29,124                                  |                                         |
| 2024 |                                         |                                         | 36,708                                  |                                         |
| Единый портал бюджетной системы России, Краткая ежеквартальная информация об исполнении федерального бюджета |                                         |                                         |                                         |                                         |

| Фактические расходы федерального бюджета                                                                     | Фактические расходы федерального бюджета | Фактические расходы федерального бюджета | Фактические расходы федерального бюджета | Фактические расходы федерального бюджета |
| год |                                          |                                          | трлн руб.                                |                                          |
| --- | ---------------------------------------- | ---------------------------------------- | ---------------------------------------- | ---------------------------------------- |
| 2007 |                                          |                                          | 5,987                                    |                                          |
| 2008 |                                          |                                          | 7,567                                    |                                          |
| 2009 |                                          |                                          | 9,637                                    |                                          |
| 2010 |                                          |                                          | 10,116                                   |                                          |
| 2011 |                                          |                                          | 10,926                                   |                                          |
| 2012 |                                          |                                          | 12,895                                   |                                          |
| 2013 |                                          |                                          | 13,343                                   |                                          |
| 2014 |                                          |                                          | 14,832                                   |                                          |
| 2015 |                                          |                                          | 15,620                                   |                                          |
| 2016 |                                          |                                          | 16,416                                   |                                          |
| 2017 |                                          |                                          | 16,420                                   |                                          |
| 2018 |                                          |                                          | 16,713                                   |                                          |
| 2019 |                                          |                                          | 18,220                                   |                                          |
| 2020 |                                          |                                          | 22,822                                   |                                          |
| 2021 |                                          |                                          | 24,762                                   |                                          |
| 2022 |                                          |                                          | 31,119                                   |                                          |
| 2023 |                                          |                                          | 32,354                                   |                                          |
| 2024 |                                          |                                          | 40,180                                   |                                          |
| Единый портал бюджетной системы России, Краткая ежеквартальная информация об исполнении федерального бюджета |                                          |                                          |                                          |                                          |

#### Исполнение федерального бюджета Российской Федерации за 2019 год[4]
| Доходы, всего                                                                            | 20 188,8 млрд рублей |
| Нефтегазовые доходы                                                                      | 7 924,3 млрд рублей  |
| Ненефтегазовые доходы                                                                    | 12 264,5 млрд рублей |
| · Связанные с внутренним производством                                                   | 6 389,6 млрд рублей  |
| 4 257,8 млрд рублей                                                                      |                      |
| 946,7 млрд рублей                                                                        |                      |
| -- Налог на прибыль                                                                      | 1 185,0 млрд рублей  |
| · Связанные с импортом                                                                   | 3 644,5 млрд рублей  |
| 2 837,4 млрд рублей                                                                      |                      |
| 90,3 млрд рублей                                                                         |                      |
| 716,9 млрд рублей                                                                        |                      |
| · Прочие                                                                                 | 2 230,4 млрд рублей  |
| Расходы, всего                                                                           | 18 214,5 млрд рублей |
| Общегосударственные вопросы                                                              | 1 363,5 млрд рублей  |
| Национальная оборона                                                                     | 2 997,4 млрд рублей  |
| Национальная безопасность и правоохранительная деятельность                              | 2 083,2 млрд рублей  |
| Национальная экономика                                                                   | 2 827,1 млрд рублей  |
| Жилищно-коммунальное хозяйство                                                           | 282,2 млрд рублей    |
| Охрана окружающей среды                                                                  | 197,6 млрд рублей    |
| Образование                                                                              | 826,5 млрд рублей    |
| Культура, кинематография                                                                 | 122,4 млрд рублей    |
| Здравоохранение                                                                          | 713,0 млрд рублей    |
| Социальная политика                                                                      | 4 882,8 млрд рублей  |
| Физическая культура и спорт                                                              | 81,4 млрд рублей     |
| Средства массовой информации                                                             | 103,5 млрд рублей    |
| Обслуживание государственного и муниципального долга                                     | 730,8 млрд рублей    |
| Межбюджетные трансферты общего характера бюджетам бюджетной системы Российской Федерации | 1 003,1 млрд рублей  |
| Профицит                                                                                 | 1 974,3 млрд рублей  |

## История изменения

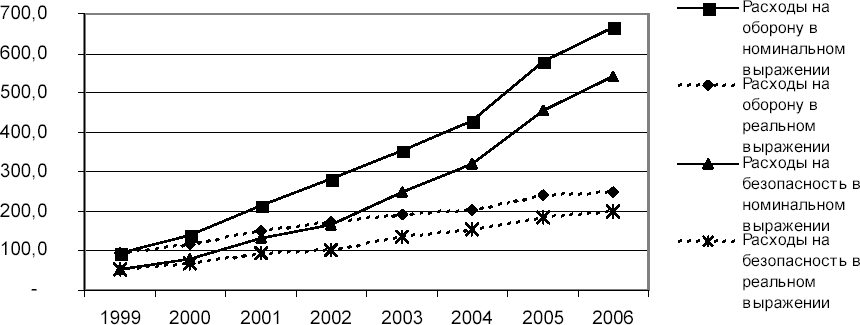
Расходы на оборону и безопасность в федеральном бюджете в первой половине 2000-х годов возрастали опережающими темпами (в млрд руб.)

За 2000—2005 годы расходы на межбюджетные трансферты возрастали наибольшими темпами (в связи с урезанием собственных доходов региональных и муниципальных бюджетов и перераспределением этих средств через федеральный центр и в связи с перечислением средств в Пенсионный фонд РФ для покрытия его дефицита), а также траты на государственное управление и безопасность. Также это объясняется увеличением госаппарата (в 2005 году, согласно данным Росстата, количество госслужащих увеличилось на 11 %, или на 143 тыс. чел.) Относительно снижались расходы на дорожное строительство, экономическое развитие, а также процентные расходы (то есть обслуживание внешнего долга).
В октябре 2023 года президент РФ Владимир Путин сообщил о почти двукратном росте расходов на «оборону и безопасность» с около 3 % до 6 %, подчеркнув при этом, что все стратегические цели и социальные обязанности выполняются в полной мере.

## Доходы от иностранных компаний
В 2022 году федеральный бюджет впервые начал пополняться взносами от сделок по выходу иностранных компаний из РФ. В 2023 году общая сумма таких взносов составила 116,5 млрд рублей. К августу 2024 года данный показатель превысил планируемый в 66 раз достигнув 139,34 млрд рублей.

По данным издания «Новая Газета Европа», в 2023 году российский бюджет получил в качестве налогов от иностранных компаний 422 миллиарда рублей. Крупнейшими донорами стали TotalEnergies, BP, Raiffeisen и Shell. Их выплаты составили около 1,5 % от общих доходов бюджета РФ.

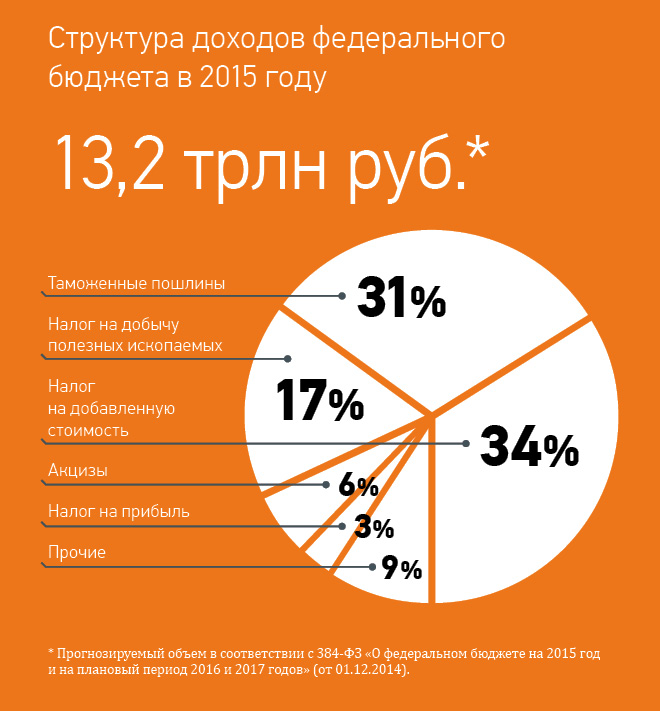

### Доходы от природных ресурсов
Как одна из крупнейших в мире нефтегазодобывающих стран Россия получает значительные доходы от использования своих ресурсов, часть из этих доходов изымаются в бюджетную систему страны в виде налогов и сборов. При этом степень изъятия менялась со временем. Так, в ходе масштабной налоговой реформы, осуществлённой в России в 2000-х годах, была радикально изменена система налогообложения сырьевого сектора: проведена перенастройка механизма экспортных пошлин и введён налог на добычу полезных ископаемых, что позволило увеличить долю нефтегазовой ренты, улавливаемой государственным бюджетом, с менее чем 40 % в 2000 году до 84 % в 2005 году.
При этом в настоящее время свыше 98 % всех налогов за пользование природными ресурсами и 100 % всех доходов от внешнеэкономической деятельности (включая экспортные пошлины на нефть, нефтепродукты и т. п.) идут в федеральный бюджет, а не в региональные. Поэтому доля «сырьевых» доходов в федеральном бюджете относительно высока по сравнению с той же долей в консолидированном бюджете (включает, помимо федерального, все бюджеты регионов и бюджеты государственных внебюджетных фондов). Так, если федеральный бюджет 2008 года на 50 % состоял из нефтегазовых доходов, то аналогичный показатель для консолидированного бюджета того же года — чуть более 30 %.
Бюджет 2011 года был сверстан на основе прогнозной цены на нефть в 105 долларов за баррель.
С 2013 года официально начало действовать так называемое бюджетное правило, определяющее максимальный уровень расходов бюджета, исходя из цены на нефть.

По некоторым оценкам, до падения цен на нефть в 2015 году, экспорт энергоносителей (нефть, газ и др.) составлял около половины доходов российского бюджета.

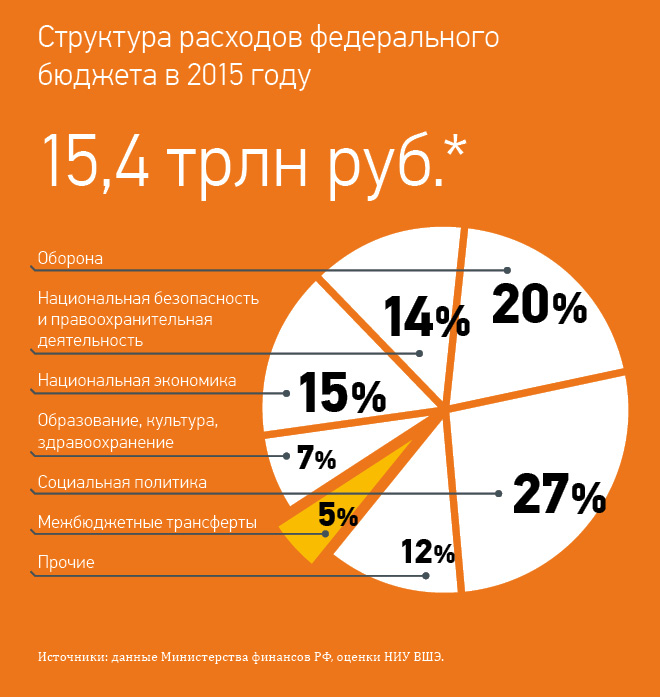

По данным Минфина в 2019 году нефтегазовые доходы в федеральном бюджете России составили 39 % от общего дохода или 7 924,3 млрд рублей
По данным Минфина РФ, доходы бюджета от продажи нефти и газа в 2024 году выросли на 26 % по сравнению с 2023 годом и составили 11,1 трлн рублей. Это второй показатель за всю историю современной России. Самый высокий результат в 11,5 трлн рублей был достигнут в 2022 году.

### Расходы, связанные с употреблением табака
В сумме совокупные косвенные потери от курения из-за более низкой производительности труда (неподтвержденная информация) и дополнительных потерь от нетрудоспособности курильщиков, соответствуют 21,59 % расходов консолидированного бюджета на здравоохранение.
Экономические потери от курения составляют около 3 % ВВП России.

## Списание задолженностей
По информации министра финансов РФ Антона Силуанова, в 2025 году ведомство начнет списание двух третей долгов регионов по бюджетным кредитам. За три года запланировано списание 650 млрд рублей, а к 2030 году — 1,1 трлн рублей. В результате к 2030 году долговая нагрузка регионов снизится с 19 % от собственных доходов до 14 % в 2024 году.

## Прозрачность бюджета
В рейтинге прозрачности (открытости) бюджетов, составленном организацией International Budget Partnership (IBP), Россия заняла 15-е место в мире (из 100 исследованных стран) по итогам 2017 года. IBP указывает на то, что правительство России предоставляет общественности существенную информацию о бюджете, но в то же время у общественности мало возможностей для участия в бюджетном процессе.
В 2019 году журналисты отмечали рост засекреченной части государственного бюджета РФ: так, в документе на 2020 год скрыты траты на 17 % от общей суммы расходов.
Единый портал бюджетной системы Российской Федерации «Электронный бюджет» работает с 2013 года.
После вторжения российских войск на Украину в 2022 году в рамках российско-украинской войны данные о расходах бюджета, расположенные на сайте Министерства финансов РФ, были полностью засекречены.
В бюджете за 2023 год засекречены или не обозначены до четверти запланированных расходов на сумму 6,5 трлн рублей от общей суммы запланированных трат 29 трлн рублей.

## Бюджетная классификация
Бюджетная классификация Российской Федерации — группировка доходов, расходов и источников финансирования дефицитов бюджетов бюджетной системы Российской Федерации, используемая для составления и исполнения бюджетов, составления бюджетной отчётности, обеспечивающая сопоставимость показателей бюджетов бюджетной системы Российской Федерации. Существуют унифицированные коды бюджетной классификации (КБК). Их использование позволяет формировать базу для наблюдения за движением бюджетных средств и факторного анализа бюджетных статей. Применение бюджетной классификации заметно упрощает объединение смет и бюджетов в общие сводные документы.
Бюджетная классификация Российской Федерации включает:
- классификацию доходов бюджетов;
- классификацию расходов бюджетов;
- классификацию источников финансирования дефицитов бюджетов;
- классификацию операций публично-правовых образований (классификация операций сектора государственного управления— КОСГУ).

В 2019 году введен в действие новый порядок применения КОСГУ по Приказу Минфина № 209н от 29.11.2017.

## Бюджетный учёт
Бюджетный учёт в российском законодательстве — упорядоченная система сбора, регистрации и обобщения информации в денежном выражении о состоянии финансовых и нефинансовых активов и обязательств Российской Федерации, субъектов Российской Федерации и муниципальных образований, а также об операциях, изменяющих указанные активы и обязательства.
Кроме того, Минфин несколько уточняет данное определение. Согласно его приказу, бюджетный учёт представляет собой упорядоченную систему сбора, регистрации и обобщения информации в денежном выражении о состоянии финансовых и нефинансовых активов и обязательств Российской Федерации, субъектов Российской Федерации и муниципальных образований (органов государственной власти, органов управления государственных внебюджетных фондов, органов управления территориальных государственных внебюджетных фондов, органов местного самоуправления и созданных ими бюджетных учреждений) и операциях, приводящих к изменению вышеуказанных активов и обязательств.
Бюджетный учёт осуществляется в соответствии с планом счетов, включающим в себя бюджетную классификацию Российской Федерации.
План счетов бюджетного учёта и инструкция по его применению утверждаются Министерством финансов Российской Федерации.